# 비망록
비망록(備忘錄, 영어: memorandum, memo 메모랜덤, 메모)은 어느 화제에의 사건이나 관찰 결과를 기록하는 것으로써 기억을 돕는 문서 또는 그 외의 통신정보전달수단이다.
비망록은 어떠한 서식이라도 좋은 경우와 근무처 혹은 조직으로 정해진 서식을 사용하는 경우가 있다. 특히 법률 분야에서는, 비망록은 거래조건이나 계약의 기록이 되어, 폴리시 메모(policy memo), 양해각서(MOU, memorandum of understanding), 합의각서(MOA, memorandum of agreement), 기본정관(memorandum of association) 등이 있다. 그 밖에 비망록(memos), 브리핑 노트(briefing notes), 보고서(reports), 서간(letters), 가계약서(binders) 등도 비망록이다. 그것들은 1페이지인 경우도 있고 복수 페이지에 걸치는 경우도 있다. 예를 들면 상대가 대신 또는 상급 간부인 경우, 서식은 엄격하게 정해져 분량은 1 내지 2페이지 정도로 제한될 것이다. 상대가 동료인 경우, 서식은 보다 자유롭다. 가장 일반적으로는, 비망록은 상사 전용의 손으로 쓰는 메모이다.
딘 애치슨(Dean Acheson)의 유명한 말에 「비망록은 상대에게 알리기 위해서가 아니고, 쓰는 사람을 지키기 위해서 쓰여진다」가 있다. 찰즈 페타스(Charles Peters)는 「관료가 비망록을 쓰는 이유는, 쓰고 있는 동안은 일을 하고 있는 것처럼 보이며 또 한 번 다 쓰면 그들이 일을 했다는 증명이 되기 때문이다」라고 말했다.

## 정책 브리핑 노트
비망록의 한 종류로서 정책의사결정분야에서 정책분석결과를 제공하는 문서인 「정책 브리핑 노트」(policy briefing note)가 있다 (사법·행정분야에서는 정책과제문서(policy issues paper), 정책각서(policy memoranda), 내각제출용각서(cabinet submission)등으로 알려진다). 통상 브리핑 노트는 「참고정보로서」또는 「의사결정을 위함」에 작성된다.

### 용어의 기원
「브리핑」이라는 용어의 기원은, 「법적문서 (브리프)」(briefs, 소송 사건 적요서, 변론 취지서) 및 「군사발표(밀리터리 브리핑)」(military briefings)에 유래한다.

### 목적
「의사결정을 위함」의 브리핑 노트의 제일의 목적은 의사결정을 지원하는 것, 즉 「특정의 문제에 관해서 보다 좋은 의사결정을 실시하기 위해서 의사결정자를 지원한다 (때로는 영향을 미친다)」라는 것이다.

### 구성
정책 분석 프로세스에의 정보 전달 수단으로서 브리핑 노트는 정책 과제에 관한 명료한 개요를 제공해, 과제에의 여러 가지 정책 옵션을 식별해, 다른 전망을 조직화해, 추천 옵션을 제언해야 한다. 통상 브리핑 노트에는 제언하는 정책의 설명, 관련하는 배경 정보, 열쇠가 되는 일의 검토 (실현 가능성, 재무면, 이해관계자, 영향, 예측되는 사태를 포함), 그 정책에 관한 논의의 요약, 그리고 추천하는 의사결정이 포함된다. 제언으로 시작되어 그 근거를 말해 가는 정책 문서는, 보다 정확하게는 행정백서로 불린다. 어느 정책 옵션을 제기해 그 제언에 관한 논의를 재촉하는 역할을 가진 행정록서는 백서보다 브리핑 노트에 가깝다.

### 품질기준
브리핑 노트의 세계 표준은 존재하지 않지만, 통상, 정책 과제의 간결하고 명료한 요약 및 제언을 위한 명쾌한 논리가 요구된다. 「정치적 후각이나 논리적인 뇌의 다음에 좋은 재무관료에게 가장 중요한 기능은, 훌륭한 문장을 쓰는 팔이다」 영국의 웨스트민스터/화이트 홀의 정치 환경에서는, 정책 어널리스트가 중립적인 정책 서비스의 관점으로부터 문제를 분석해, 브리핑 노트를 쓰는 것이 기대된다. 그러나 그 「의사결정을 위한」 브리핑 노트는, 「공공정책에 관한 중요한 사항은 모두 가치 판단을 필요로 하고 있지만, 그 판단은 후에 변명될 것임에 틀림없다」것을 인정하면서의 제언이 된다.

## 같이 보기
- 양해각서(Memorandum of Understanding)
- 합의각서(Memorandum of Agreement)
- 기본정관(Memorandum of Association)
- 대통령각서(Presidential memorandum)
- 목론견서(Private Placement Memorandum)